# Ana María Eizaguirre
Ana María Eizaguirre Uranga (1º novembre 1963) è un'ex cestista spagnola.

## Carriera
Con la Spagna ha disputato tre edizioni dei Campionati europei (1983, 1985, 1987).